# Марија Николајевна
Марија Николајевна (рус. Мария Николаевна; Петерхоф, 27. јун 1899 — Јекатеринбург, 17. јул 1918) била је велика кнегиња, трећа кћерка руског императора Николаја II и његове жене Александре Фјодоровне.
Након Руске револуције 1917. заробљена је заједно са својом породицом и убијена од стране бољшевика у ноћи 17. јула 1918. године. Марија је била старија сестра Анастасије Николајевне, чије је могуће преживљавање било предмет гласина током деведесет година. Године 1990, након откривања гробнице Романових у близини Јекатеринбурга, руски научници су утврдили да мошти велике кнегињице Марије недостају, иницирајући приче да је можда Марија преживела Револуцију. Даљим истраживањима утврђено је да је цела царска породица убијена 1918. године.

## Живот и особине
Савремени историчари описују Марију као лепу кокету, згодну, светлобраон косе и крупних плавих очију, које су у породици зване „Маријине тацнице“. Њен тутор, Француз Пјер Жиљар, рекао је да је Марија била висока и добро грађена, румених образа. Кнегиња Татјана Боткина описала је њене очи као „нежне и љубазне“. Њен изглед поређен је са ликовима Ботичелијевих анђела. Велики кнез Владимир Александрович јој је дао надимак „мила беба“ због њене благе природе. Маријине старије сестре Олга и Татјана су је често називале својом „полусестром“, будући да је као дете била мирна и није учествовала у њиховим шалама. Међутим, у неким приликама, Марија је умела да буде врло несташна. Једном приликом је украла бисквите са стола за чај њене мајке Александре Фјодоровне, која је желела да је казни. Цар Николај II ју је ослободио казне, рекавши да му је „драго што се понаша као свако нормално дете“. Маријина дадиља, Иркиња Маргарет Игар, записала је у својим мемоарима да је Марија јако волела свог оца и да је често бежала из своје спаваће собе да би „ишла код тате“. Када је цар једном боловао од тифуса, девојчица је свако вече љубила његов минијатурни портрет како би оздравио.
Марија је делила собу заједно са својом млађом сестром Анастасијом, и њих две су биле зване „Мали пар“. Пуно времена су проводиле заједно, и често су носиле исте хаљине. „Велики пар“ чиниле су старије сестре Олга и Татјана, које су такође делиле собу. Четири сестре су често потписивале писма са „ОТМА“, почетним словима својих имена. Марија је такође имала млађег брата, хемофиличног цесаревића Алексеја. Током операције крајника 1914, Марија је много крварила, те је њена тетка са очеве стране, велика кнегиња Олга Александровна, веровала да су све четири њене нећаке много крвариле и да су носиле ген хемофилије, као и њихова мајка. Маријина титула „велика кнегињица“ (рус. Великая Княжна), која се преводила и као „царска принцеза“, значила је да има виши положај у односу на већину европских принцеза, које су биле „краљевске принцезе“. Но, жеља њених родитеља била је да њихова деца израсту у што природније људе, тако да је послуга није звала „Ваше височанство“ или „велика кнегињица“, већ по првом имену и патрониму, Марија Николајевна. Чланови породице су је такође звали француском верзијом њеног имена, „Мари“, и руским надимцима „Маша“ и „Машењка“.
Њена млађа сестра Анастасија имала је велики утицај на њу. Када би Анастасија подметала ноге људима који би пролазили ходницима или збијала несташлуке са њима, Марија је увек покушавала да се извини уместо своје сестре, иако никада није успевала да је одговори од тога. Маријин укус био је једноставан и била је врло љубазна и нежна, што су њене сестре понекад користиле. Године 1910, четрнаестогодишња Олга је убедила десетогодишњу Марију да напише њиховој мајци писмо, у коме је затражила да Олга добије своју собу. Марија је касније уверавала своју мајку да је писање писма било њена идеја. Лили Ден, пријатељица Александре Фјодоровне, рекла је да Марија није била живахна као и њене сестре, али да је знала да размишља својом главом. Марија је била врло талентована цртачица, увек користећи леву руку, али је генерално била незаинтересована за школско градиво. Била је изненађујуће јака и понекад би се забављала одижући своје туторе од земље. И поред своје нежне природе, Марија је умела да буде и врло тврдоглава и лења. Њена мајка се у једном од својих писама пожалила да су „Марију волели сви људи који су њу иритирали“. Марија је била врло нервозна и лошег расположења током својих менструалних циклуса, што су царица и њене кћерке звале „посета мадам Бекер“."

Марија је често флертовала са младим војницима које је сретала у палати и на породичним прославама. Волела је децу и сањала је о томе да се уда за руског војника и с њим оснује велику породицу. Према речима Маргарет Игар, Марији су се војници допадали од најранијег детињства: 
| „ | Једнога дана, велика кнегињица је гледала кроз прозор војнике који су марширали и рекла: „Ох! Волим ове драге војнике; волела бих да их пољубим све!“. Рекла сам: „Мари, фине девојчице не љубе војнике“. Неколико дана касније имали смо дечју забави, и деца великог кнеза Константина била су међу гостима. Један од њих, који је имао дванаест година и који је већ почео са својим војним образовањем, дошао је у својој униформи. Он је желео да пољуби своју малу рођаку Мари, али је она ставила своје руке преко својих уста и искобељала се из његовог загрљаја. „Одлази, војниче“, рекла му је достојанствено, „Ја не љубим војнике“. Дечак је био презадовољан јер га је видела као правог војника, а опет нимало забављен у истом тренутку. | ” |

Маријин рођак Луис Моунтбатен је до своје смрти 1979. године држао њену фотографију поред свог кревета у сећање на његову некадашњу опчињеност њоме. Александрина писма откривају да се Марија, средње дете, понекад осећала несигурном и изузетом из друштва старијих сестара, као и да се плашила да је родитељи воле најмање од све деце. Александра ју је уверила да је воли као и све њене сестре и брата. Када је имала једанаест година, Марија се несрећно заљубила у једног младића кога је упознала. „Труди се да не дозволиш својим мислима да се троше на њега, то јој је наш пријатељ рекао“, написала је Александра 6. децембра 1910. Александра је саветовала своју трећу кћерку да скрива своја осећања да не би други људи говорили лоше о њеним осећањима. „Особа не сме да дозволи другима да виде како се заиста осећа, када зна да је то неприкладно. Знам да те воли као млађу сестру и да жели да ти помогне да не мариш толико за њега, јер он зна да ти, Велика кнегиња, не смеш толико за њега да мариш“.
Марија је, попут њене мајке, била је носилац гена хемофилије, те је постојала могућност да пренесе болест наредној генерацији породице, да је доживела да има децу о којој је сањала. Један од Александрине браће, два нећака, ујак и двоје деце њеног рођака били су хемофилични, као и Маријин брат Алексеј. Сама Марија је и сама много крварила, поготово током операције крајника 1914. Доктор није био сигуран да ли да настави операцију, све док му њена мајка то није наредила. Симптоматични носиоци гена, који нису и сами хемофилични, могу имати симптоме ове болести, попут ниске производње тромбоцита, што доводи до потешкоћа код згрушавања крви. ДНК тестирање остатака царске породице из 2009. показало је да је Алексеј боловао од хемофилије Б, ређег облика болести. Исто тестирање је доказало да су његова мајка и једна од његових сестара биле носиоци. Руски научници су проценили да је у питању била Анастасија, али амерички научници тврде да се радило о Марији.
Као и њена млађа сестра Анастасија, Марија је посећивала рањене војнике у приватној болници у Царском Селу током Првог светског рата. Две адолесценткиње, које су биле премладе да би биле болничарке као њихова мајка и старије сестре, играле су игру даме и билијар са војницима, и трудиле се да их орасположе. Рањени војник по имену Дмитриј уписао се у Маријин споменар, назвавши је једним од њених надимака, „славном Мандрифоли“.
Током рата, Марија и Анастасија су посећивале школе за болничарке и неговале децу. Марија је писала свом оцу да је мислила на њега док је хранила децу и брисала њихова лица након јела. Често је, заједно са мајком и сестрама, посећивала цара и царевића Алексеја у ратном штабу у Могилеву. Током ових посета, Марија се заљубила у официра Николаја Дмитријевича Деменкова. Када би се враћале у Царско Село, Марија је често поручивала оцу да поздрави Деменкова у њено име и у шали би се потписивала на своја писма цару као „госпођа Деменкова“.

## Веза са Григоријем Распућином
Марија је, као и остатак њене породице, са нестрпљењем очекивала рођење царевића Алексеја, илити „Бебе“, који је боловао од хемофилије, што га је више пута довело у животну опасност. Њена мајка се ослонила на Григорија Распућина, руског свештеника, кога су често називали „светим човеком“. Александра Фјодоровна је веровала да су његове молитве у више прилика спасиле живот њеном сину. Марија и њени брат и сестре су научени да Распућина виде као „нашег пријатеља“, као и да имају поверења у њега. У јесен 1907. године, Маријина тетка Велика кнегиња Олга Александровна посетила је своје сестрића и сестричине у њиховој соби за играње, где је са њима био Распућин. Сва деца носила су беле дугачке спаваћице. „Изгледало је да га сва деца воле“, касније се присећала Олга Александровна, „Били су потпуно опуштени пред њим“.
Распућиново пријатељство са царском децом лако се може видети из порука које им је слао. „Мој драги бисеру М!“, писао је деветогодишњој Марији у телеграму из 1908, „Причај ми како си говорила са морем, са природом! Недостаје ми твоја једноставна душа. Видећемо се ускоро! Велики пољубац“. У другом телеграму, Распућин јој је написао: „Моја драга М! Моја мала пријатељице! Нека ти Бог помогне у ношењу твог крста мудрости и Христове радости. Овај свет је као дан, изгледа као да је већ вече. Тако је са свим бригама света“. У фебруару 1909, Распућин је послао свој царској деци телеграм, саветујући их да воле „сву Божју природу, све што је Он створио на овоме свету. Мајка Божија је увек била заокупљена цвећем и везом“.
Једна од дадиља девојчица, Софија Ивановна Ћучева, била је ужаснута када је 1910. сазнала да је Распућину дозвољено да улази у дечју собу за играње када су четири девојчице биле у спаваћицама. Ћучева је желела да се Распућину забрани приступ. Да би удовољио Ћучевој, цар Николај је замолио Распућина да престане да посећује децу у соби за играње. „Страшно се плашим да би С. И. могла говорити... нешто лоше о нашем пријатељу“, Маријина дванаестогодишња сестра Татјана је написала својој мајци 8. марта 1910, „Надам се да ће наша дадиља од сада бити фина према нашем пријатељу“. Александра је касније наредила да Ћучева буде отпуштена.
Ћучева је пренела своју причу другим члановима царске породице, који су њоме били скандализовани, иако је Распућинов контакт са децом био, по свему судећи, невине природе. Николајева сестра Велика кнегиња Ксенија Александровна је била ужаснута причом Ћучеве. 15. марта 1910. написала је како „није могла да разуме став Аликс и деце о том злокобном Григорију (кога сматрају готово свецем, а заправо је обичан преварант)! Он је увек ту, улази у дечју собу, посећује Олгу и Татјану док се спремају за спавање, седећи ту, причајући са њима и милујући их. Оне пазе да га сакрију од Софије Ивановне. Деца се не усуђују да говоре о њему пред њом. Све је то прилично невероватно и у потпуности неразумљиво“.
Друга гувернанта је, у пролеће 1910, тврдила да ју је Распућин силовао. Марија Ивановна Вишњакова је напре била привржена Распућину, али се касније разочарала у њега. Царица је одбила да поверује Вишњаковој и одговорила да је „све што Распућин ради свето“. Великој кнегињи Олги Александровој је речено да је одмах спроведена истрага о тврди Вишњакове, али да су је „ухватили у кревету са козаком Царске гарде“. Вишњакова је отпуштена 1913. године.
У друштву се сумњало да Распућин није завео само царицу, већ и четири Велике кнегиње, након што је он јавно показао ревносна писма која је добијао од њих. Писма су кружила друштвом, изазивајући многобројне гласине. Ускоро су се појавили и порнографски цртежи који су приказивали Распућина током сексуалног односа са царицом, док њене четири кћери и Ана Вирубова стоје наге у позадини. Николај је наредио Распућину да напусти Санкт Петербург на неко време, које је он провео на ходочашћу у Палестини. Упркос скандалу, веза царске породице са Распућином се наставила све до његовог убиства 17. децембра 1916. „Наш пријатељ је врло задовољан нашим девојчицама, каже да су кренуле правим, током‘, и да су се њихове душе врло развиле“, Александра је писала Николају 6. децембра 1916. У својим мемоарима, А. А. Мордвинов је написао да су четири Велике кнегиње изгледале „врло потресене“ Распућиновом смрћу и да су седеле „збијене једна уз другу“ на софи у једној од њихових соба оне ноћи када су примиле вести. Мордвинов је додао да су девојчице биле лошег расположења и да је изгледало да су наслућивале политичка превирања која ће уследити. Распућин је сахрањен са иконом на којој су се потписале Марија, њене сестре и мајка. Марија је присуствовала Распућиновој сахрани 21. децембра 1916, а њена породица је намеравала да сагради цркву око његовог гроба.

## Канонизација
Марија и њена породица су 2000. године проглашени свецима Руске православне цркве. Породица је претходно 1981. проглашена великомученицима, од стране испостава Руске православне цркве ван граница тадашњег комунистичког Совјетског Савеза. Тела цара Николаја, царице Александре и три њихове кћери су сахрањена у Катедрали Светог Петра и Павла у Санкт Петербургу 17. јула 1998. године, осамдесет година након њиховог убиства.

## Породично стабло
|  |                                                               |  |  |  |  |  |  |  |  |  |  |  |  |  |  |  |
|  | 16. Николај I Павлович                                        |  |  |  |  |  |  |  |  |  |  |  |  |  |  |  |
|  |                                                               |  |  |  |  |  |  |  |  |  |  |  |  |  |  |  |
|  |                                                               |  |  |  |  |  |  |  |  |  |  |  |  |  |  |  |
|  | 8. Александар II Николајевич                                  |  |  |  |  |  |  |  |  |  |  |  |  |  |  |  |
|  |                                                               |  |  |  |  |  |  |  |  |  |  |  |  |  |  |  |
|  |                                                               |  |  |  |  |  |  |  |  |  |  |  |  |  |  |  |
|  | 17. Александра Фјодоровна                                     |  |  |  |  |  |  |  |  |  |  |  |  |  |  |  |
|  |                                                               |  |  |  |  |  |  |  |  |  |  |  |  |  |  |  |
|  |                                                               |  |  |  |  |  |  |  |  |  |  |  |  |  |  |  |
|  | 4. Александар III Александрович                               |  |  |  |  |  |  |  |  |  |  |  |  |  |  |  |
|  |                                                               |  |  |  |  |  |  |  |  |  |  |  |  |  |  |  |
|  |                                                               |  |  |  |  |  |  |  |  |  |  |  |  |  |  |  |
|  | 18. Лудвиг II од Хесена и Рајне                               |  |  |  |  |  |  |  |  |  |  |  |  |  |  |  |
|  |                                                               |  |  |  |  |  |  |  |  |  |  |  |  |  |  |  |
|  |                                                               |  |  |  |  |  |  |  |  |  |  |  |  |  |  |  |
|  | 9. Марија Александровна                                       |  |  |  |  |  |  |  |  |  |  |  |  |  |  |  |
|  |                                                               |  |  |  |  |  |  |  |  |  |  |  |  |  |  |  |
|  |                                                               |  |  |  |  |  |  |  |  |  |  |  |  |  |  |  |
|  | 19. Вилхелмина Баденска                                       |  |  |  |  |  |  |  |  |  |  |  |  |  |  |  |
|  |                                                               |  |  |  |  |  |  |  |  |  |  |  |  |  |  |  |
|  |                                                               |  |  |  |  |  |  |  |  |  |  |  |  |  |  |  |
|  | 2. Николај II Александрович                                   |  |  |  |  |  |  |  |  |  |  |  |  |  |  |  |
|  |                                                               |  |  |  |  |  |  |  |  |  |  |  |  |  |  |  |
|  |                                                               |  |  |  |  |  |  |  |  |  |  |  |  |  |  |  |
|  | 20. Фридрих Вилхелм од Шлезвиг-Холштајн-Зондербург-Гликсбурга |  |  |  |  |  |  |  |  |  |  |  |  |  |  |  |
|  |                                                               |  |  |  |  |  |  |  |  |  |  |  |  |  |  |  |
|  |                                                               |  |  |  |  |  |  |  |  |  |  |  |  |  |  |  |
|  | 10. Кристијан IX Дански                                       |  |  |  |  |  |  |  |  |  |  |  |  |  |  |  |
|  |                                                               |  |  |  |  |  |  |  |  |  |  |  |  |  |  |  |
|  |                                                               |  |  |  |  |  |  |  |  |  |  |  |  |  |  |  |
|  | 21. Лујза Каролина од Хесен-Касела                            |  |  |  |  |  |  |  |  |  |  |  |  |  |  |  |
|  |                                                               |  |  |  |  |  |  |  |  |  |  |  |  |  |  |  |
|  |                                                               |  |  |  |  |  |  |  |  |  |  |  |  |  |  |  |
|  | 5. Марија Фјодоровна                                          |  |  |  |  |  |  |  |  |  |  |  |  |  |  |  |
|  |                                                               |  |  |  |  |  |  |  |  |  |  |  |  |  |  |  |
|  |                                                               |  |  |  |  |  |  |  |  |  |  |  |  |  |  |  |
|  | 22. Вилхелм од Хесен-Касела                                   |  |  |  |  |  |  |  |  |  |  |  |  |  |  |  |
|  |                                                               |  |  |  |  |  |  |  |  |  |  |  |  |  |  |  |
|  |                                                               |  |  |  |  |  |  |  |  |  |  |  |  |  |  |  |
|  | 11. Лујза од Хесен-Касела                                     |  |  |  |  |  |  |  |  |  |  |  |  |  |  |  |
|  |                                                               |  |  |  |  |  |  |  |  |  |  |  |  |  |  |  |
|  |                                                               |  |  |  |  |  |  |  |  |  |  |  |  |  |  |  |
|  | 23. Лујза Шарлота од Данске                                   |  |  |  |  |  |  |  |  |  |  |  |  |  |  |  |
|  |                                                               |  |  |  |  |  |  |  |  |  |  |  |  |  |  |  |
|  |                                                               |  |  |  |  |  |  |  |  |  |  |  |  |  |  |  |
|  | 1. Марија Николајевна                                         |  |  |  |  |  |  |  |  |  |  |  |  |  |  |  |
|  |                                                               |  |  |  |  |  |  |  |  |  |  |  |  |  |  |  |
|  |                                                               |  |  |  |  |  |  |  |  |  |  |  |  |  |  |  |
|  | 24. Лудвиг II од Хесена и Рајне (=18)                         |  |  |  |  |  |  |  |  |  |  |  |  |  |  |  |
|  |                                                               |  |  |  |  |  |  |  |  |  |  |  |  |  |  |  |
|  |                                                               |  |  |  |  |  |  |  |  |  |  |  |  |  |  |  |
|  | 12. Карл од Хесена и Рајне                                    |  |  |  |  |  |  |  |  |  |  |  |  |  |  |  |
|  |                                                               |  |  |  |  |  |  |  |  |  |  |  |  |  |  |  |
|  |                                                               |  |  |  |  |  |  |  |  |  |  |  |  |  |  |  |
|  | 25. Вилхелмина Баденска (=19)                                 |  |  |  |  |  |  |  |  |  |  |  |  |  |  |  |
|  |                                                               |  |  |  |  |  |  |  |  |  |  |  |  |  |  |  |
|  |                                                               |  |  |  |  |  |  |  |  |  |  |  |  |  |  |  |
|  | 6. Лудвиг IV                                                  |  |  |  |  |  |  |  |  |  |  |  |  |  |  |  |
|  |                                                               |  |  |  |  |  |  |  |  |  |  |  |  |  |  |  |
|  |                                                               |  |  |  |  |  |  |  |  |  |  |  |  |  |  |  |
|  | 26. Вилхелм од Пруске (1783—1851)                             |  |  |  |  |  |  |  |  |  |  |  |  |  |  |  |
|  |                                                               |  |  |  |  |  |  |  |  |  |  |  |  |  |  |  |
|  |                                                               |  |  |  |  |  |  |  |  |  |  |  |  |  |  |  |
|  | 13. Елизабета од Пруске                                       |  |  |  |  |  |  |  |  |  |  |  |  |  |  |  |
|  |                                                               |  |  |  |  |  |  |  |  |  |  |  |  |  |  |  |
|  |                                                               |  |  |  |  |  |  |  |  |  |  |  |  |  |  |  |
|  | 27. Landgravine Marie Anna of Hesse-Homburg                   |  |  |  |  |  |  |  |  |  |  |  |  |  |  |  |
|  |                                                               |  |  |  |  |  |  |  |  |  |  |  |  |  |  |  |
|  |                                                               |  |  |  |  |  |  |  |  |  |  |  |  |  |  |  |
|  | 3. Александра Фјодоровна                                      |  |  |  |  |  |  |  |  |  |  |  |  |  |  |  |
|  |                                                               |  |  |  |  |  |  |  |  |  |  |  |  |  |  |  |
|  |                                                               |  |  |  |  |  |  |  |  |  |  |  |  |  |  |  |
|  | 28. Ернест I од Сакс-Кобург и Салфелда                        |  |  |  |  |  |  |  |  |  |  |  |  |  |  |  |
|  |                                                               |  |  |  |  |  |  |  |  |  |  |  |  |  |  |  |
|  |                                                               |  |  |  |  |  |  |  |  |  |  |  |  |  |  |  |
|  | 14. Алберт од Саксен-Кобурга и Готе                           |  |  |  |  |  |  |  |  |  |  |  |  |  |  |  |
|  |                                                               |  |  |  |  |  |  |  |  |  |  |  |  |  |  |  |
|  |                                                               |  |  |  |  |  |  |  |  |  |  |  |  |  |  |  |
|  | 29. Лујза од Сакс-Кобург и Алтенбурга                         |  |  |  |  |  |  |  |  |  |  |  |  |  |  |  |
|  |                                                               |  |  |  |  |  |  |  |  |  |  |  |  |  |  |  |
|  |                                                               |  |  |  |  |  |  |  |  |  |  |  |  |  |  |  |
|  | 7. Алиса од Велике Британије                                  |  |  |  |  |  |  |  |  |  |  |  |  |  |  |  |
|  |                                                               |  |  |  |  |  |  |  |  |  |  |  |  |  |  |  |
|  |                                                               |  |  |  |  |  |  |  |  |  |  |  |  |  |  |  |
|  | 30. Едвард, војвода од Кента и Стратхорна                     |  |  |  |  |  |  |  |  |  |  |  |  |  |  |  |
|  |                                                               |  |  |  |  |  |  |  |  |  |  |  |  |  |  |  |
|  |                                                               |  |  |  |  |  |  |  |  |  |  |  |  |  |  |  |
|  | 15. Викторија Хановерска                                      |  |  |  |  |  |  |  |  |  |  |  |  |  |  |  |
|  |                                                               |  |  |  |  |  |  |  |  |  |  |  |  |  |  |  |
|  |                                                               |  |  |  |  |  |  |  |  |  |  |  |  |  |  |  |
|  | 31. Викторија, војвоткиња од Кента и Стратхорна               |  |  |  |  |  |  |  |  |  |  |  |  |  |  |  |
|  |                                                               |  |  |  |  |  |  |  |  |  |  |  |  |  |  |  |
|  |                                                               |  |  |  |  |  |  |  |  |  |  |  |  |  |  |  |

## Породица

### Браћа и сестре
| име                    | слика | датум рођења       | датум смрти   |
| ---------------------- | ----- | ------------------ | ------------- |
| Олга Николајевна       |       | 15. новембар 1895. | 17. јул 1918. |
| Татјана Николајевна    |       | 10. јун 1897.      | 17. јул 1918. |
| Анастасија Николајевна |       | 18. јун 1901.      | 17. јул 1918. |
| Алексеј Николајевич    |       | 12. август 1904.   | 17. јул 1918. |